# Carlo Colaiacovo
Carlo Colaiacovo (* 27. Januar 1983 in Toronto, Ontario) ist ein ehemaliger italo-kanadischer Eishockeyspieler, der im Verlauf seiner aktiven Karriere zwischen 1999 und 2018 unter anderem 490 Spiele für die Toronto Maple Leafs, St. Louis Blues, Detroit Red Wings, Philadelphia Flyers und Buffalo Sabres in der National Hockey League (NHL) auf der position des Verteidigers bestritten hat. Darüber hinaus war Colaiacovo zwei Spielzeiten bei den Adler Mannheim in der Deutschen Eishockey Liga (DEL) aktiv.

## Karriere

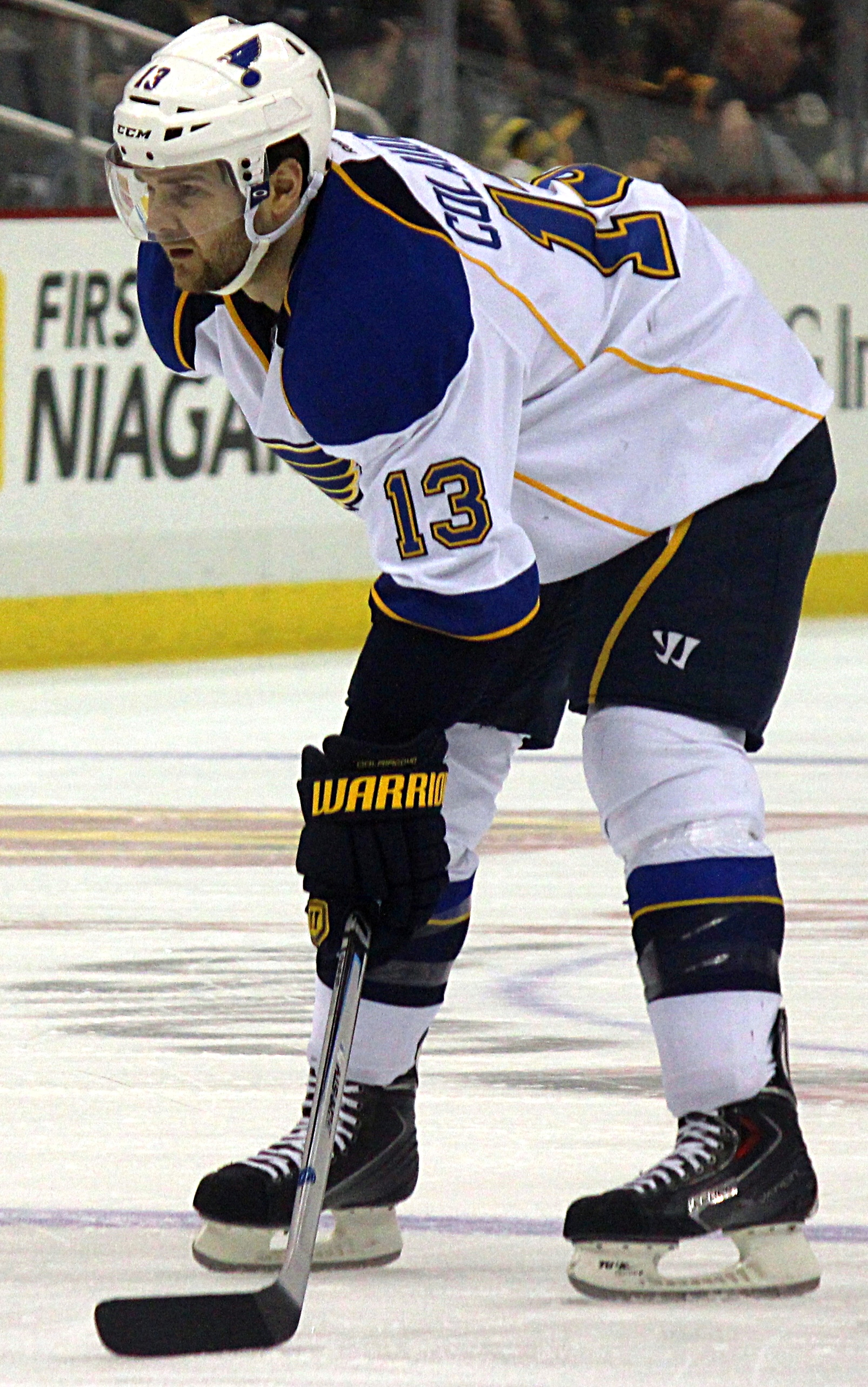
Colaiacovo im Trikot der St. Louis Blues (2014)

Colaiacovo begann seine Karriere bei den Erie Otters in der Ontario Hockey League (OHL), bevor er beim NHL Entry Draft 2001 in der ersten Runde an 17. Position von den Toronto Maple Leafs aus der National Hockey League (NHL) ausgewählt wurde. Er blieb bis 2003 in der OHL bei den Otters und konnte seine Punktausbeute von Jahr zu Jahr steigern. Während der Saison 2002/03 debütierte er für Toronto in der NHL, kehrte aber nach zwei NHL-Partien wieder zu den Otters zurück.
Ab dem Beginn des Spieljahres 2003/04 spielte er hauptsächlich für die St. John’s Maple Leafs, Torontos Farmteam in der American Hockey League (AHL), und kam nur sporadisch zu Einsätzen in der NHL. Zudem wurde Colaiacovo immer wieder durch Verletzungen in seiner Entwicklung zurückgeworfen. Zu Beginn der Spielzeit 2005/06 schaffte er es in den NHL-Kader der Maple Leafs und erzielte am 8. November 2005 sein erstes NHL-Tor gegen die Washington Capitals. Am 23. Januar 2006 wurde Colaiacovo in einem Spiel gegen die Ottawa Senators von Václav Varaďa gecheckt, so dass er mit dem Kopf voran in die Bande krachte. Die daraus folgende Verletzung führte dazu, dass er den Rest der Spielzeit ausfiel. In den folgenden zwei Spielzeiten hatte er weiter mit Verletzungen zu kämpfen, absolvierte aber dennoch insgesamt 76 Spiele für die Leafs. Während der Saison 2008/09, am 24. November 2008, wurde Colaiacovo zusammen mit Alexander Steen an die St. Louis Blues abgegeben, die dafür Lee Stempniak zu den Leafs schickten. Colaiacovo spielte eine sehr gute, zudem verletzungsfreie Saison in St. Louis und beendete die Saison mit 29 Punkten. Damit war er der punktbeste Verteidiger der Blues.
Im September 2012 wurde Colaiacovo als Free Agent von den Detroit Red Wings verpflichtet. Im Juli 2013 wurde sein Kontrakt von den Red Wings frühzeitig ausbezahlt (buy out). Im November 2013 wurde er dann von seinem langjährigen Arbeitgeber, den St. Louis Blues, erneut für ein Jahr verpflichtet, da sich Abwehrkollege Jordan Leopold an der Hand verletzte und längere Zeit ausfiel. Dieser Vertrag wurde nach der Saison 2013/14 nicht verlängert, sodass sich Colaiacovo als Free Agent auf der Suche nach einem neuen Arbeitgeber befand. Diesen fand er im Oktober 2014 in den Philadelphia Flyers. Sein Einjahresvertrag wurde dort nach der Saison nicht verlängert, sodass er sich, erneut als Free Agent, den Buffalo Sabres anschloss.
Nach der Spielzeit 2015/16 wechselte der Verteidiger erstmals nach Europa, als er im November 2016 einen Einjahresvertrag bei den Adler Mannheim aus der Deutschen Eishockey Liga (DEL) unterzeichnete. Letztlich spielte er bis zum Ende der Saison 2017/18 für die Adler. Anschließend beendete der 35-Jährige seine aktive Karriere.

### International
Für Kanada nahm Colaiacovo an den U20-Junioren-Weltmeisterschaften 2002 und 2003 teil. In beiden Jahren gewann er mit dem Team nach Finalniederlagen gegen Russland die Silbermedaille. Zudem wurde er 2003 ins All-Star-Team des Turniers gewählt und war gemeinsam mit Patrik Bärtschi, Igor Grigorenko, Juri Trubatschow und Tuomo Ruutu bester Punktesammler der Weltmeisterschaft. Alle hatten jeweils zehn Scorerpunkte verbucht, Colaiacovo aber die wenigsten Tore geschossen. Für die kanadische Herrenauswahl stand der Verteidiger erstmals bei der Weltmeisterschaft 2011 auf dem Eis.

## Erfolge und Auszeichnungen
| - 2001 Teilnahme am CHL Top Prospects Game - 2002 J.-Ross-Robertson-Cup-Gewinn mit den Erie Otters - 2002 OHL Second All-Star Team | - 2003 OHL Second All-Star Team - 2012 Spengler-Cup-Gewinn mit dem Team Canada |

### International
| - 2000 Silbermedaille bei der World U-17 Hockey Challenge - 2002 Silbermedaille bei der U20-Junioren-Weltmeisterschaft - 2003 Silbermedaille bei der U20-Junioren-Weltmeisterschaft | - 2003 Bester Vorlagengeber der U20-Junioren-Weltmeisterschaft - 2003 All-Star-Team der U20-Junioren-Weltmeisterschaft |

## Karrierestatistik

### International
Vertrat Kanada bei:
- World U-17 Hockey Challenge 2000
- U20-Junioren-Weltmeisterschaft 2002
- U20-Junioren-Weltmeisterschaft 2003
- Weltmeisterschaft 2011

(Legende zur Spielerstatistik: Sp oder GP = absolvierte Spiele; T oder G = erzielte Tore; V oder A = erzielte Assists; Pkt oder Pts = erzielte Scorerpunkte; SM oder PIM = erhaltene Strafminuten; +/− = Plus/Minus-Bilanz; PP = erzielte Überzahltore; SH = erzielte Unterzahltore; GW = erzielte Siegtore; 1 Play-downs/Relegation; Kursiv: Statistik nicht vollständig)